# شهرستان دوکس (ماساچوست)
شهرستان دوکس، ماساچوست (به انگلیسی: Dukes County, Massachusetts) یک شهرستان در ایالت ماساچوست در ایالات متحده آمریکا است.